# Torontohaven
De Torontohaven is een haven in het Botlek-gebied in Rotterdam. Aan de noordzijde ligt Vopak Terminal TTR, aan de oostzijde Service Terminal Rotterdam.